# Herwig Gössl
Herwig Gössl (Munique, 22 de fevereiro de 1967) é o atual arcebispo metropolitano de Bamberg.

## Vida
Herwig Gössl, nascido em Munique e criado em Nuremberg, ingressou no seminário de Bamberg em 1986 e estudou teologia e filosofia em Bamberg e Innsbruck. Em 1993, ele foi ordenado sacerdote . Ele trabalhou em pastoral em Bayreuth, Hannberg, Weisendorf e Erlangen. Em 2008, ele se tornou Subregens do seminário comum do bispado Bamberg e Würzburg em Würzburg.
Em 24 de janeiro de 2014 o Papa Francisco nomeou ao titular da Diocese Católica Romana de Balecium e Bispo Auxiliar de Bamberg. Dom Ludwig Schick lhe deu em 15 de março do mesmo ano, a ordenação episcopal . Co- consecadores foram o arcebispo aposentado Karl Braun e o bispo auxiliar aposentado Werner Radspieler . Seu lema Tu solus Dominus foi ambientado em março de 2014 por Werner Pees .
Herwig Gössl pertence à Comissão de Casamento e Família e da Comissão Caritas dos Conferência Episcopal Alemã diante..
Após a renúncia do Arcebispo Schick em 1º de novembro de 2022, Herwig Gössl foi eleito administrador diocesano pelo Capítulo Metropolitano de Bamberg . Em 9 de dezembro de 2023, o Papa Francisco nomeou-o arcebispo por sugestão do Capítulo da Catedral. Ele continuará a liderar a arquidiocese como administrador diocesano até sua posse, que está prevista para 2 de março de 2024.